# Гулеско Інесса Іванівна
Гулеско Інесса Іванівна (нар. 15 лютого 1941, Оренбург, РРФСР — пом. 6 листопада 2024, Львів, Україна) — українська науковиця в галузі диригентсько-хорової освіти та музичного хорознавства. Кандидат мистецтвознавства (1980), професор (1995).

## Біографія
Інесса Іванівна Гулеско народилася в місті Оренбург у сім'ї військовослужбовця. У 1958 році закінчила середню школу № 19 у Харкові. Вступила до Харківської консерваторії за спеціальністю «Хорове диригування», яку закінчила з відзнакою у 1963 році. Почала викладати у Харківському державному інституті культури з 1968 року на кафедрі хорознавства та хорового диригування. Науковиця розробила та впровадила в навчальний процес ХДАК нові курси «Хорова література», «Інтонаційно-стильовий аналіз» та «Теорія хорового виконавства».
У 1980 році захистила кандидатську дисертацію «Хор в кантатно-ораториальных произведениях Г. В. Свиридова: принципы хорового мышления» (науковий керівник — професор В. В. Задерацький). Наукові дослідження стосуються музичної естетики, музичної культурології, теорії стилів і жанрів, хорового музикознавства. У 1987 році була обрана на посаду доцента кафедри хорознавства й хорового диригування, у 1989 році отримала вчене звання доцента. З 1994 року — професор кафедри хорознавства й хорового диригування. У 1995 році здобула вчене звання професора.
Наукова школа І. І. Гулеско представлена науковцями, що захистили дисертації: Ю. М. Івановою, А. К. Мартинюком, Ю. В. Мостовою, В. М. Крайнянською-Міхно та аспіранткою О. В. Цехмістро. Під її керівництвом упродовж півстоліття працювало студентське науково-творче товариство факультету музичного мистецтва. У дослідницькій групі товариства навчалися доктор мистецтвознавства, професор В. І. Рожок, кандидат педагогічних наук, професор В. В. Кірсанов, доктор філософських наук, професор О. М. Юркевич, кандидат педагогічних наук, доцент Т. В. Босенко, кандидат педагогічних наук, доцент Н. Стефіна, кандидат мистецтвознавства, професор А. К. Мартинюк, народна артистка України А. І. Мамченко, заслужений діяч мистецтв України О. В. Переверзєв, заслужений працівник культури України Л. Гурак, лауреат всеукраїнських конкурсів Н. Мартінкус.
У 1990 році професора І. І. Гулеско нагороджено медаллю «Ветеран праці». 1999 року вона визнана Американським біографічним інститутом «Людиною року» в номінації «Видатні вчені світу». 2002 року отримала диплом обласного конкурсу «Вища школа Харківщини — кращі імена» в номінації «Викладач фундаментальних дисциплін». У 2004 році була нагороджена Почесною відзнакою Міністерства культури і мистецтв України «За багаторічну плідну діяльність у галузі культури». 2009 року рішенням вченої ради Національної музичної академії України імені П. І. Чайковського нагороджена орденом «За видатні досягнення в музичному мистецтві».
Пішла з життя 6 листопада 2024 року.

## Основні праці
- Гулеско И. И. Хор в кантатно-ораториальных произведениях Г. В. Свиридова (принципы хорового мышления): автореф. дис. …канд. искусствоведения: [спец.] 17.00.02 «Муз. искусство» / И. И. Гулеско ; Акад. наук УССР, Ин-т искусствоведения, фольклора и этнографии им. М. Ф. Рыльского. — Киев, 1980. — 25 с.

- Гулеско І. І. «Реквієм» Моцарта: (до проблеми відродження старовинних хорових жанрів): навч. посіб. з курсів «Хорова література», «Інтонаційно-стильовий аналіз» / І. І. Гулеско ; [рец.: І. С. Польський, Є. О. Конопльова] ; М-во культури та мистецтв України, Харків. держ. акад. культури. — Харків: ХДІК, 1998. — 54 с.

- Хорова література: навч.-метод. матер. / Харків. держ. акад. культури, Каф. хорознавства та диригування хором ; [уклад. І. І. Гулеско]. — Харків: ХДАК, 1998. — 51 с.
- Гулеско І. І., Ірха В. І. Жанрово-стильові аспекти сучасного хорового виконавства / І. І. Гулеско, В. І. Ірха // Культура України. Серія: Мистецтвознавство: зб. наук. пр. / Харків. держ. акад. культури; відп. ред. О. Г. Стахевич. ― Харків: ХДАК, 2000. ― Вип. 6. ― С. 128—138.
- Гулеско І. І. Інтонаційно-стильовий аналіз: конспект лекцій / Харків. держ. акад. культури, Каф. хорознавства і хор. диригування ; [уклад. І. І. Гулеско]. — Харків: ХДАК, 2003. — 27 с.
- Гулеско І. І. Музично-художня типологія реквієму в європейському культурному контексті: монографія / І. І. Гулеско ; Харків. держ. акад. культури. — Харків: ХДАК, 2003. — 76 с.
- Гулеско І. І. Національний хоровий стиль (на матеріалі України та Росії): навч. посіб. / І. І. Гулеско ; М-во культури України, Харків. держ. акад. культури. — 2-ге вид., перероб. і допов. — Харків: ХДАК, 2011. — 90 с.
- Гулеско І. І. До поетики хорового стилю Георгія Свиридова: новий тип художнього мислення / І. І. Гулеско // Культура України. Серія: Мистецтвознавство: зб. наук. пр. / М-во культури України, Харків. держ. акад. культури ; [редкол.: В. М. Шейко (відп. ред.) та ін.] ; за заг. ред. В. М. Шейка. — Харків: ХДАК, 2018. — Вип. 61. — С. 32–40.
- Гулеско І. І. Диригентська педагогіка Миколи Олексійчука в її контекстуальних зв'язках з традиціями Харківської хорової школи / І. І. Гулеско // Регіональні культурні, мистецькі та освітні практики: матеріали VI міжнар. електрон. наук.-практ. конф. (м. Переяслав-Хмельницький, 14-15 берез. 2019 р.) / М-во освіти і науки України, Переяслав-Хмельниц. держ. пед. ун-т ім. Григорія Сковороди [та ін.]. — Мелітополь: Люкс, 2019. — С. 118—120.